# Copris puncticollis
Copris puncticollis är en skalbaggsart som beskrevs av Karl Henrik Boheman 1857. Copris puncticollis ingår i släktet Copris och familjen bladhorningar. Inga underarter finns listade i Catalogue of Life.